# Astrid Thorlund
Astrid Elisabeth Thorlund, född 19 november 1960 i Johanneberg, död 12 juni 1996 i Göteborg, var en svensk tecknare, målare, barnboksillustratör och serieskapare.
Thorlund gav 1996 ut barnboken Nu har du fel, Lillebror!, som även är översatt till danska. Hon har också illustrerat Susanna Hellsings Huller om buller boken (1995) och Gösta Åbergs Barnens bästa visor (1995). Hon gjorde bokomslaget till Aino Trosells Jäntungen (1994). Hennes serier har publicerats i Magasin Optimal och RefleXeriers utställningskatalog, båda utgivna 1994 av Optimal press.
Thorlund är begravd på Västra kyrkogården i Göteborg.